# Urgleptes maculatus
Urgleptes maculatus là một loài bọ cánh cứng trong họ Cerambycidae.